# Bełczanica
Bełczanica (bułg. Белчаница) – szczyt pasma górskiego Riła, w Bułgarii, o wysokości 1654 m n.p.m.